# Кыргызстан на зимних Олимпийских играх 2010
Кыргызстан на зимних Олимпийских играх 2010 был представлен двумя спортсменами в одном виде спорта.

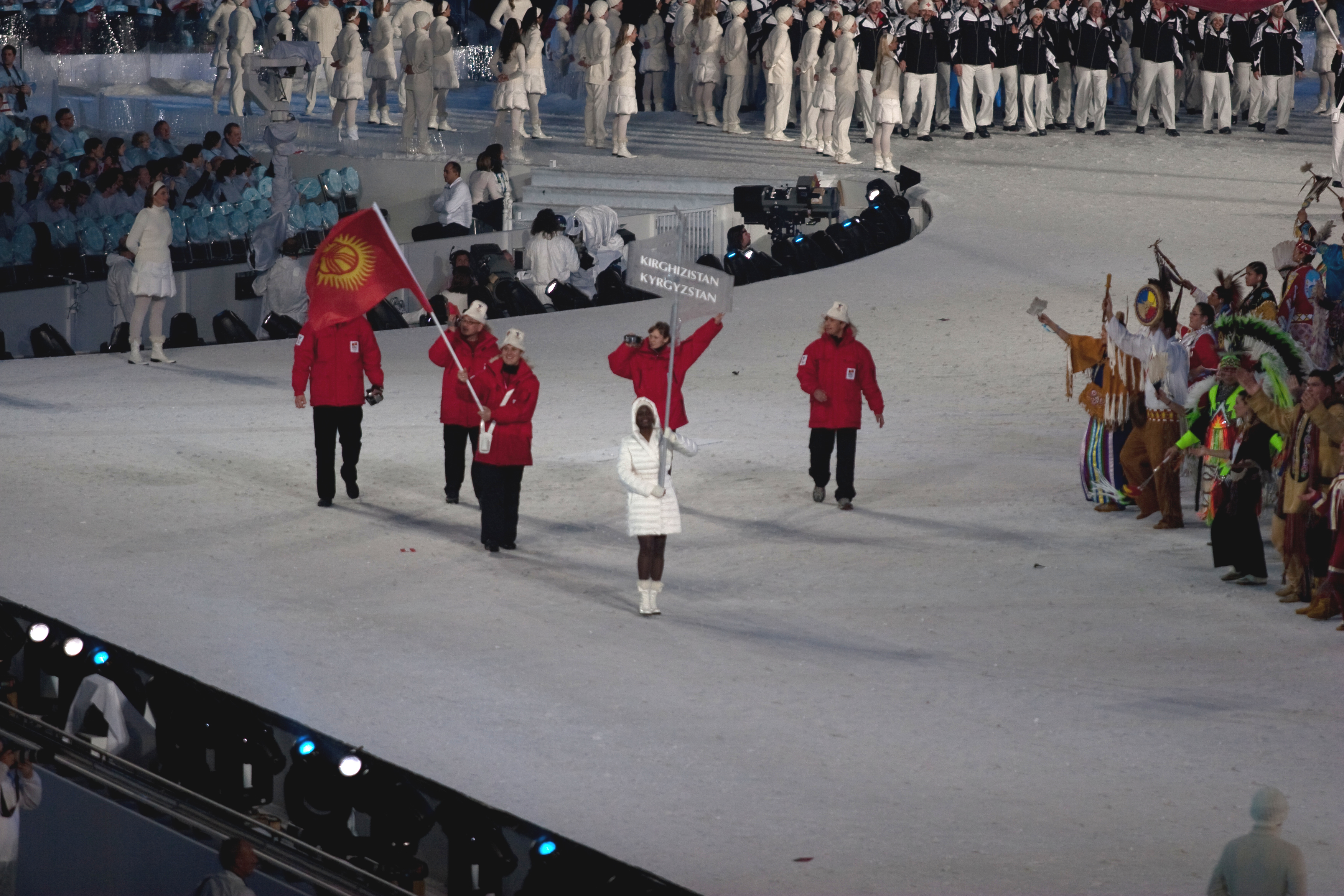
Делегация Кыргызстана на церемонии открытия игр

## Результаты соревнований

### Лыжные виды спорта

#### Горнолыжный спорт
Мужчины
| Соревнование      | Спортсмены         | 1 спуск | 2 спуск | Всего   | Отставание | Место |
| ----------------- | ------------------ | ------- | ------- | ------- | ---------- | ----- |
| Гигантский слалом | Дмитрий Трелевский | 1:31,61 | 1:36,40 | 3:08,01 | +30,18     | 76    |
| Слалом            | Дмитрий Трелевский | DNF     | —       | —       | —          | —     |

#### Лыжные гонки
Женщины
Спринт
| Соревнование | Спортсмены      | Квалификация | Квалификация | Четвертьфинал | Четвертьфинал | Полуфинал | Полуфинал | Финал     | Финал     |
| Соревнование | Спортсмены      | Результат    | Место        | Результат     | Место         | Результат | Место     | Результат | Место     |
| ------------ | --------------- | ------------ | ------------ | ------------- | ------------- | --------- | --------- | --------- | --------- |
| Спринт       | Ольга Решеткова | 4:32,96      | 54           | не прошла     | не прошла     | не прошла | не прошла | не прошла | не прошла |